# エマ・カークビー
キャロリン・エマ・カークビー（英語: Carolyn Emma Kirkby、1949年2月26日 - ）は、イギリスのソプラノ歌手。父親はイギリス海軍の将校ジェフリー・ジョン・カークビーである。

## 人物
オックスフォード大学で古典を学んだ後、初めは英語教師として活動するかたわら、合唱団のメンバーとして演奏活動を開始する。その後1969年にリュート奏者のアントニー・ルーリーらと共に、ルネサンス以降の音楽を専門とするコンソート・オブ・ミュージックを創設。名実ともに古楽界における女性歌手の第一人者であり、端整で透明感ある独特な美声とノン・ヴィブラート唱法によって、「天使の声」と呼ばれて親しまれた。
近年、声質や表現に変化が見られ、情念のこもった歌い方によって新境地を開くとともに、演奏・録音の両面においてモダン楽器と共演する機会が増えつつある。
カークビーの声の特徴は、ホグウッドの指揮によるモーツァルトの《エクスルターテ・ユビラーテ》の録音に端的に示されている。
2001年に楽譜が発見されたヘンデル作曲のグローリアの世界初録音を行った。